# 마준가사우루스
마준가사우루스(Majungasaurus) 혹은 마준가톨루스(Majungatholus)는 중생대 백악기 후기(약 7,000만년 전~6,500만년 전), 오늘날 마다가스카르에서 서식했던 공룡이다. 용반류-수각아목에 속하는 종이다. 학명은 '마중가의 도마뱀(Mahajanga lizard)'이라는 의미를 갖고 있다. 전체 몸 길이는 약 5.6~7m, 체중은 750~1100kg 정도 되었을 것으로 추정된다. 두개골의 길이는 60~70cm 정도이다. 머리뼈가 일부 발견되었을 때에는 파키케팔로사우루스와 같은 무리로 생각되었었다. 기낭의 흔적이 발견된 공룡들 중 하나이며 동족상잔 흔적이 실질적으로 보고된 공룡이다. 매우 짧은 앞다리와 머리에 달린 한개의 뿔이 특징이다.